# تیپ ۱۸۴ پیاده خرم‌آباد

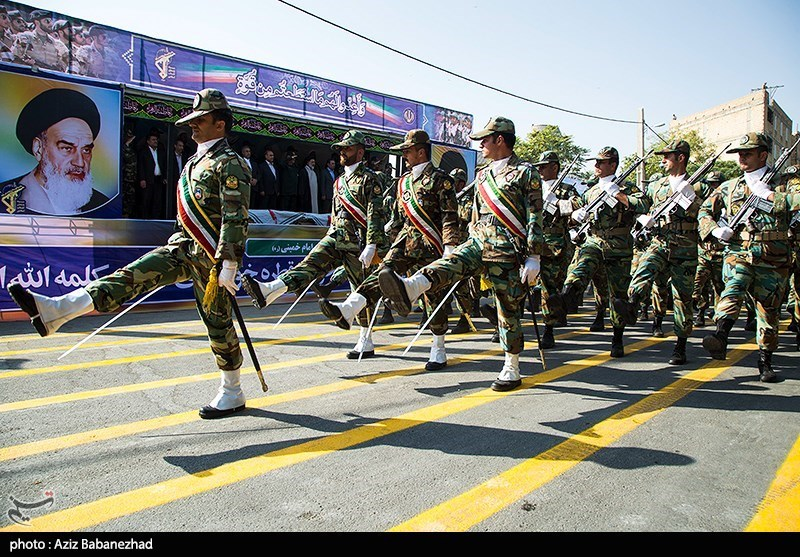
رژه سربازان تیپ ۱۸۴ پیاده به‌مناسبت سالگرد جنگ ایران و عراق در سال ۱۳۹۸، خرم‌آباد

تیپ ۱۸۴ پیاده خرم‌آباد یا تیپ ۱۸۴ متحرک هجومی از تیپ‌های پیاده‌نظام نیروی زمینی ارتش جمهوری اسلامی ایران و زیرمجموعه لشکر ۸۴ پیاده لرستان است، که پادگان و ستاد فرماندهی آن در شهر خرم‌آباد، استان لرستان مستقر می‌باشد. تیپ ۱۸۴ پیاده خرم‌آباد در خلال جنگ ایران و عراق، از یگان‌های عمل‌کننده ارتش جمهوری اسلامی ایران و تحت امر لشکر ۸۴ پیاده لرستان بود. هم‌اکنون سرتیپ‌دوم کامران صادقی‌کیا فرماندهی تیپ ۱۸۴ پیاده خرم‌آباد را برعهده دارد. این تیپ دارای ۳ گردان پیاده ۷۴۹ ،۱۳۹ و ۱۱۱، همچنین گردان ۳۶۰ پدافند و گردان ۸۱۵ توپخانه می‌باشد.